# مقبره شیطان (فیلم ۲۰۰۹)
مقبره شیطان (به انگلیسی: The Devil's Tomb) یک فیلم سینمایی آمریکایی در ژانر ترسناک محصول سال سال ۲۰۰۹، به کارگردانی جیسون کانری. این فیلم به صورت فیلم ویدئویی در تاریخ ۲۶ مه ۲۰۰۹ آمریکا منتشر شد.

## بازیگران
- کوبا گودینگ جونیور درنقش مک
- ری وینستون درنقش بلکلی
- تارین منینگ درنقش دکتر
- ران پرلمن درنقش وسلی
- والری کروز درنقش الیسا
- هنری رالینز درنقش پدر فالتون
- بیل موزلی درنقش استاد دانکن
- زاک وارد درنقش نیکل
- دانیا رامیرز درنقش شانا
- فرانکی جی
- استفانی جاکوبسن درنقش یوشی
- جیسون لندن درنقش هیکس

## تولید
فیلمبرداری با بودجه ۱۰ میلیون دلاری از نوامبر ۲۰۰۷ تا ژانویه ۲۰۰۸ در کالیفرنیا آغاز شد.
دی وی دی این فیلم در ۹ دسامبر ۲۰۰۹ در استرالیا منتشر شد.